# Кухонна витяжка

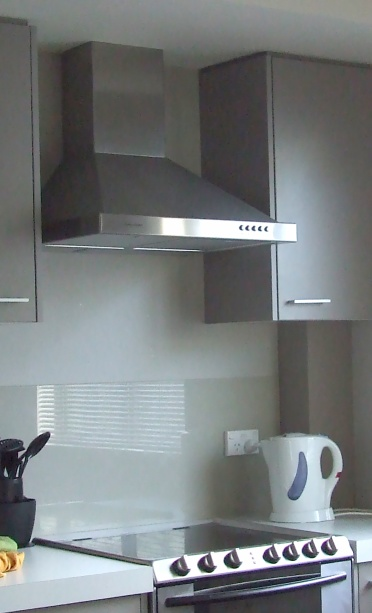
Кухонна витяжка

Кухонна витяжка — пристрій для очищення повітря від диму, продуктів згоряння, випарів, запахів і інших небажаних домішок, що утворюються при тепловій обробці продуктів, які накопичуються в приміщенні кухні.

## Призначення
У процесі приготування їжі виділяються різноманітні продукти горіння, які можуть негативно впливати на здоров'я людини. Знаходження в приміщенні з високим вмістом у повітрі продуктів згоряння, випарів і канцерогенів може негативно позначатися на самопочутті та працездатності, призводить до швидкої стомлюваності та зниження концентрації уваги.
Відсутність кухонної витяжки також впливає на стан приміщення, де готується їжа. Жири і кіптява осідають на стелі, стінах і фасаді кухонних меблів, скорочуючи термін їх служби.
Згідно з санітарними нормами, в кухні повинен дотримуватися 8-10-кратний щогодинний повітрообмін. Витяжки вловлюють дим, запахи і випаровування, які виходять від плити, перешкоджають їх поширенню по кухні і проникненню в суміжні приміщення.

## Зовнішній опис
Побутові кухонні витяжки складаються з таких основних частин: корпусу, вентиляційного агрегату, механічного або електронного пульту управління і жиропоглинальних фільтрів. Деталі кухонних витяжок виготовляють з термічно стійких, корозійно-стійких і довговічних матеріалів. Корпус витяжки виготовляють із нержавіючої сталі, або покривають емаллю.
Крім основної функції, кухонні витяжки часто служать елементом дизайну кухонної гарнітури, у зв'язку з чим можуть бути виконані в різних формах, із застосуванням дерева, скла та інших матеріалів в декоративних цілях.

## Типи витяжок
Розрізняють такі типи кухонних витяжок, за методом монтажу:
- Підвісні (плоскі, стандартні) витяжки — тип витяжки, зазвичай, що підвішується під навісну шафу або полицю над плитою;
- Вбудовувані витяжки — тип витяжки, вбудованої безпосередньо в навісну шафу над плитою або в декоративний камінний купол над варильною поверхнею. Також, до цього типу відносять витяжки, що вбудовуються в стіл поряд з варильною поверхнею;
- Настінні витяжки — тип кухонних витяжок, що кріпляться до стіни, над варильною поверхнею. Витяжки цього типу можуть мати найрізноманітніший дизайн;
- Кутові витяжки — тип витяжок, розрахований на монтаж в кутку кухні;
- Острівні витяжки — тип кухонних витяжок, що кріпляться до стелі, над кухонним «островом».

Важливо пам'ятати, що мінімальна відстань між витяжкою та електричною варильною поверхнею становить 70 см, а між витяжкою і газовою плитою 80 см.

## Режими роботи витяжки
Кухонні витяжки бувають двох типів — проточні і циркуляційні — які призначені, відповідно, для роботи в режимах відведення повітря і рециркуляції.
- У режимі відведення повітря (витяжному режимі) повітровід витяжки виводиться назовні у вентиляційну шахту, забезпечуючи повне видалення забрудненого повітря, запахів і випарів за межі приміщення. Режим відведення повітря є найбільш ефективним: він володіє максимальною продуктивністю і забезпечує 100 % очищення повітря.

- У режимі рециркуляції (фільтрувальному) витяжка не підключається до вентиляційної шахти. Засмоктуване повітря проходить через вугільні фільтри, що розміщений у корпусі витяжки, очищається і повертається назад у приміщення.

Використання витяжки в режимі рециркуляції не вимагає додаткового монтажу, що трохи полегшує її установку, проте це значно знижує продуктивність роботи витяжки.

## Шумність
Продуктивність, безумовно, є найбільш важливою характеристикою роботи кухонної витяжки, проте шум, що створюється витяжкою, гнітюче діє на людей. На жаль, рівень шуму підвищується прямо пропорційно продуктивності. Тому важливо грамотно вибрати модель кухонної витяжки з оптимальним співвідношенням продуктивності і шуму.
Орієнтовні дані шумності за шкалою децибел:
- Рівень шуму в тихій кімнаті — 30 Дб.
- При дуже тихо працюючій кухонній витяжці шум, створюваний нею, — 35дБ, це приблизно шепіт людини на відстані 5 метрів.
- Тихо працює витяжка яка створює шум 45 Дб. Він зіставимий з розмовою на відстані 10 метрів або шумом негучною музики.
- 50 Дб — шум, створюваний нормально працюючою витяжкою. Це неголосна розмова на відстані 3 метрів.
- Якщо кухонна витяжка створює шум більше 50 Дб, вона працює голосно, тобто створює підвищений шум. Такий шум змушує звернути на себе увагу, тому що він відволікає. Його можна зіставити з гучною розмовою на відстані 5 метрів.
- Больова межа шуму — 130 Дб.

У сучасних кухонних витяжок при максимальній потужності створюється шум не більше 50 Дб. Це нормальний для приміщення рівень шуму. Мінімальний рівень шуму, створюваний при роботі самого беззвучного варіанту витяжки від відомих виробників (GAGGENAU, AEG, Siemens та ін.) не перевищує 44 Дб, такі виробники роблять все можливе, щоб і недорогі варіанти працювали досить тихо, і рівень шуму від їх функціонування не перевищував 70 Дб.
Творці витяжок намагаються створити надійні і безшумні мотори вентиляторів. Робота їх практично не чутна, так як вони забезпечені особливими підшипниками і спеціальними «акустичними пакетами» (звукопоглинаючі прокладки) в порожнині кожуха і моторному відсіку.
З метою зниження цього показника створені витяжки з двома вентиляторами. Шум від роботи таких апаратів зменшений за рахунок зниження кількості обертів двигуна. Крім того, підвищується продуктивність витяжок.
Існують практично безшумні витяжки, коли мотор встановлений не в корпусі витяжки, а за межами приміщення — на виході вентиляційного каналу (горище, підсобні приміщення). Такі витяжки називають витяжками із зовнішнім мотором.
Однак проблема шумності, зазвичай, виникає не в шумі, що створюється самою витяжкою, а в шумі, що створюється проходженням потоку повітря в системі повітропроводів. Тут багато що залежить від їхньої конструкції (перетин тощо). Також залежить від того, як підключена витяжка — безпосередньо в вентиляцію або через систему вентиляційних коробів, і з якого матеріалу зроблені ці короби.
Рівень шуму витяжок контролюється при їх виробництві. Його вимірюють спеціальним приладом, встановленим на відстані 3 метрів від витяжки що працює.